# Липовець (станція)
Липовець — проміжна залізнична станція 5-го класу  Шевченківської дирекції Одеської залізниці на неелектрифікованій лінії Андрусове — Христинівка між зупинним пунктом Андрусове (16 км) та станцією Оратів (16 км). Розташована в однойменному селищі Вінницького району Вінницької області.
На станції розташований елеватор та хлібозавод «Прод-Мова».

## Історія
Станція відкрита 18 (30) грудня 1890 року, одночасно з відкриттям руху поїздів на лінії Козятин I — Умань.

## Пасажирське сполучення
До 2019 року на станції зупинялися приміські дизель-поїзди. Рух поїздів далекого сполучення залізницею відсутній.